# Cải củ
Cải củ (danh pháp hai phần: Raphanus sativus) là một loại củ được hình thành ở rễ do sự dư thừa của các chất dinh dưỡng được lưu trữ ở phần rễ của thực vật thuộc họ Cải, được thuần hóa ở châu Âu từ thời kỳ tiền Roman. Hiện nay cải củ được trồng và sử dụng trên khắp thế giới. Cải củ có nhiều thứ khác nhau, khác biệt về kích thước, màu sắc và mùa vụ. Một vài thứ cải củ được trồng để lấy hạt dùng trong chế biến dầu hạt cải.
Hiện nay, có hai loại cải củ chính được dùng phổ biến, đó là củ cải trắng (mùa đông) và củ cải đỏ (xuân hoặc hè). Củ cải trắng thường có hình dáng dài, nhỏ chứ không tròn như củ cải đỏ.
Ngoài ra ở Việt Nam, củ cải trắng còn là một vị thuốc chữa bệnh. Theo Đông y, củ cải tươi sống có vị cay, tính mát, củ cải nấu chín có vị ngọt, tính bình, quy kinh phế và vị, có công dụng chữa một số bệnh đường hô hấp, tiêu hóa, tiết niệu,...

## Hình ảnh

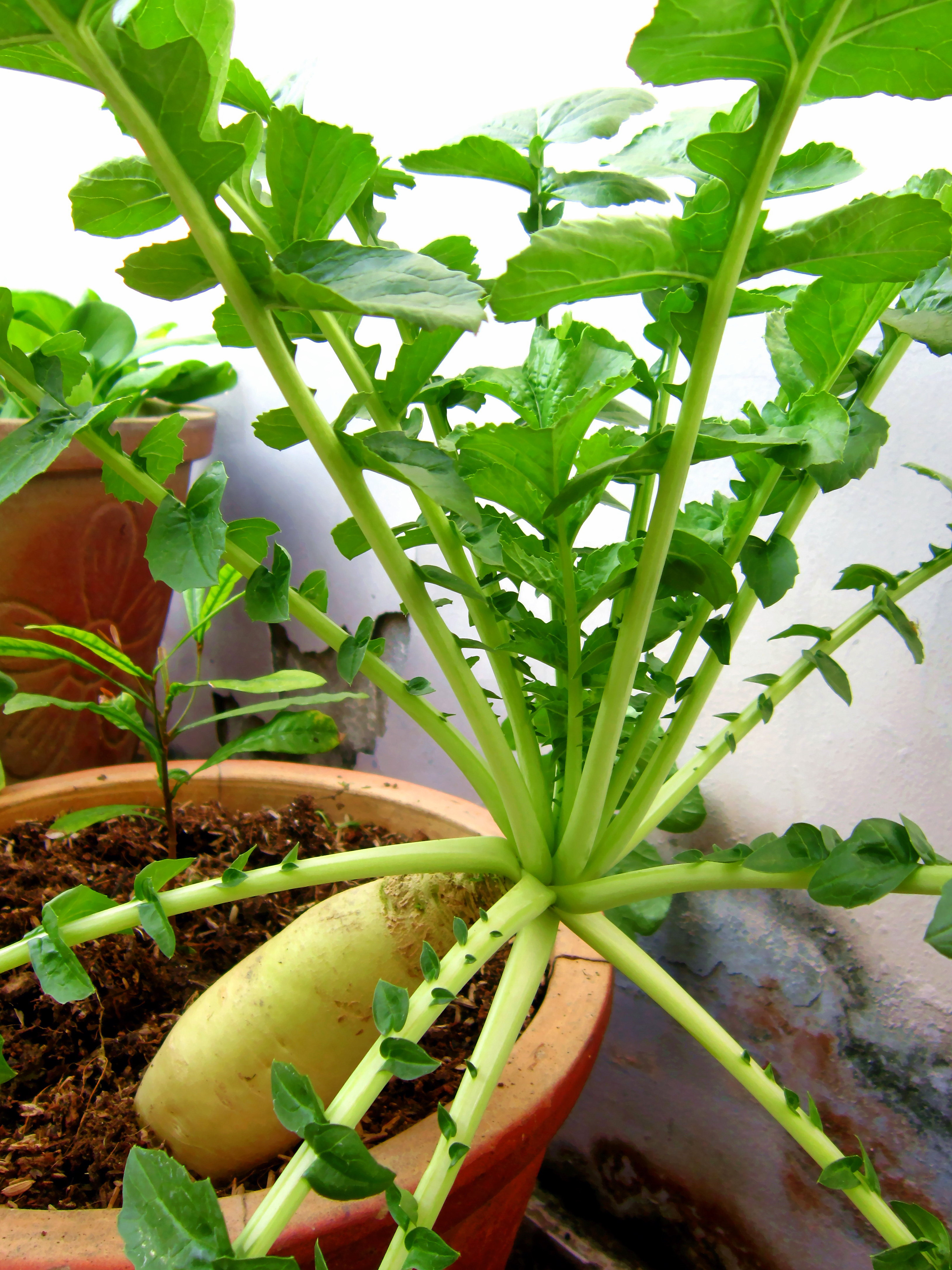
Củ cải trắng.
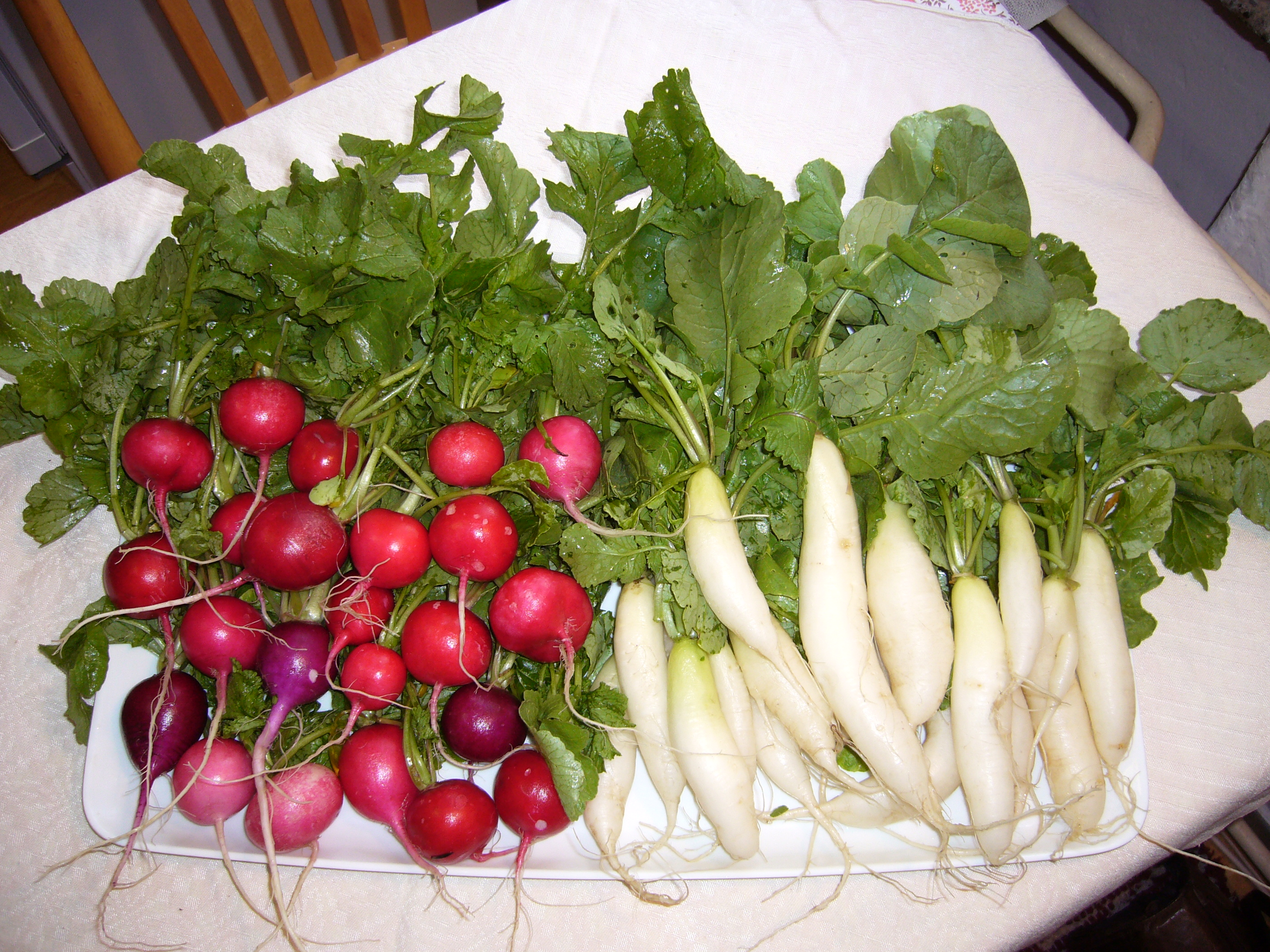
Củ cải đỏ và củ cải trắng.